# روبرت بويس
روبرت بويس (بالإنجليزية: Robert Boyce)‏ (7 يناير 1974 في المملكة المتحدة - ) هو لاعب كرة قدم بريطاني في مركز الوسط. لعب مع ستيفيناغ بوروه وشيفيلد وينزداي وكولتشستر يونايتد ونادي إنفيلد ونادي تشيلمسفورد وAylesbury United F.C. ‏ ونادي ويلدستون لكرة القدم.

## وصلات خارجية
- روبرت بويس على موقع Soccerbase.com (لاعب) (الإنجليزية)